# Teodocjon

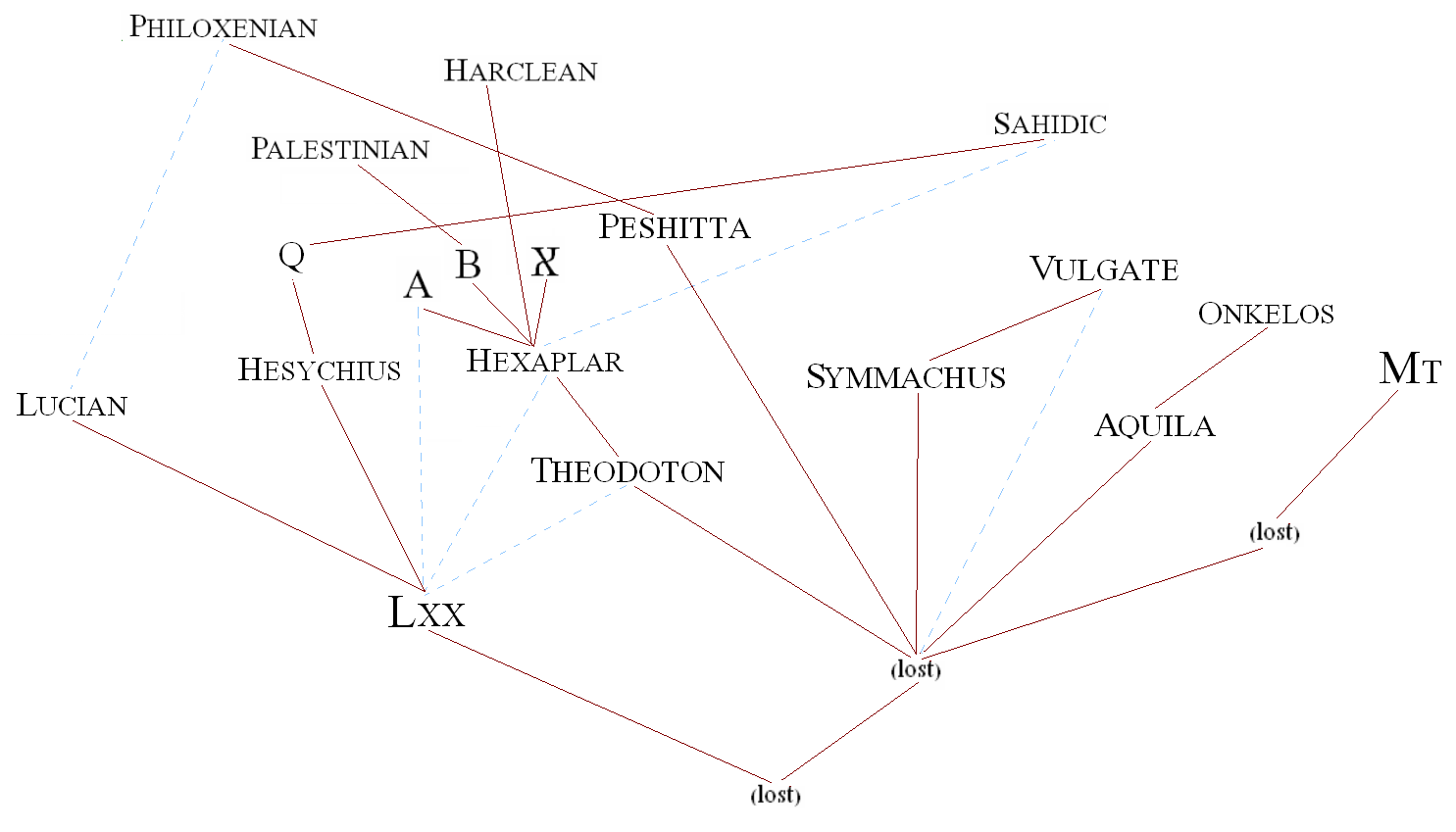
Zależność pomiędzy starożytnymi przekładami i recenzjami Starego Testamentu z zaznaczonym tłumaczeniem Teodocjona

Teodocjon (gr. Θεοδοτίων; koniec II wieku n.e.) – hellenistyczny żydowski uczony i lingwista, autor tłumaczenia Biblii hebrajskiej na język grecki. Według dwóch pisarzy wczesnochrześcijańskich z II i IV wieku, Teodocjon prawdopodobnie pochodził z Efezu w Azji Mniejszej. Przyjął judaizm, a następnie został gnostykiem. Wcześni historycy jego pracę nad  tłumaczeniem przypisują na lata około 180-190 n.e. Przekład Teodocjona pojawił się w szóstej kolumnie Hexaplii Orygenesa, prezentującej sześć greckich i hebrajskich tekstów w równoległych kolumnach.

## Kwestia Księgi Daniela
Według kontrowersyjnego poglądu miał być również autorem jednej z dwóch zachowanych greckich wersji Księgi Daniela wraz z deuterokanonicznymi dodatkami do niej. Druga wersja, pochodząca z Septuaginty, została w Kościele tak skutecznie zastąpiona przez przekład Teodocjona, że tylko dwa rękopisy greckiego Starego Testamentu zawierają jej tekst w przekładzie Septuaginty, chociaż stanowiła ona podstawę Hexapli. Jest to Codex Chisianus, znany jako Kodeks 87 (Holmes i Parsons MS. 88 [Rahlfs 88]), oraz Papirus 967 zawierający treść Księgi Daniela w wersji LXX jeszcze z okresu sprzed powstania Hexapli Orygenesa.
Kwestia powstania dwóch greckich wersji Księgi Daniela nie została do końca wyjaśniona. Preferencje dla autorstwa Teodocjona sięgają bardzo wczesnego okresu. Orygenes, który dał Septuagincie uprzywilejowane miejsce w swojej Hexapli, to jednak, jak to wynika z zachowanych jego cytatów, w swoich pismach prawie zawsze cytuje przekład Teodocjona. Hieronim (w przedmowie do Księgi Daniela) odnotowuje fakt odrzucenia wersji Septuaginty w użyciu Kościoła, wskazując jako właściwą przyczynę tego stanu rzeczy bardzo duży stopień uszkodzenia tłumaczenia. Wcześni Ojcowie Kościoła, na przykład Klemens z Aleksandrii, wyraźnie wskazują, że przekład Teodocjona stał się bardzo popularny.
Teodocjon nie przełożył Księgi Daniela bezpośrednio z tego samego tekstu hebrajsko-aramejskiego, którym posłużyli się masoreci i można założyć, że deuterokanoniczne dodatki nie pochodzą z pierwotnego tekstu aramejskiego lub hebrajskiego a tekst oryginalny został utrwalony w języku greckim.